# Light Infantry
Le régiment Light Infantry (Infanterie Légère en français) fut une unité de l'Armée de terre britannique de 1968 jusqu'en 2007. L'histoire des unités qui composèrent ce régiment lors de sa formation remonte à la Guerre d'indépendance des États-Unis, mais la création des régiments d’infanterie a lieu durant les guerres napoléoniennes.

## Historique
En 1948, il existe au sein de l’armée britannique 7 régiments d’infanterie légère :
- Prince Albert’s (Somerset Light Infantry),
- Duke of Cornwall’s Light Infantry,
- King’s Light Infantry (Shropshire Regiment),
- King’s Own Light Infantry (South Yorkshire Regiment),
- Durham Light Infantry,
- Highland Light Infantry,
- Oxfordshire and Buckinghamshire Light Infantry.

Excepté pour les deux derniers – qui sont affiliées respectivement aux régiments écossais et aux Royal Green Jackets - , ces unités sont regroupées en 1948 au sein d’une brigade administrative : la Light Infantry Brigade.
À la fin des années 1950, le gouvernement britannique décide de fusionner deux régiments, le Prince Albert’s Somerset Light Infantry et le Duke of Cornwall’s Light Infantry, afin de devenir le Somerset and Cornwall Light Infantry. D’un autre côté, deux autres unités changent de nom: le King’s Light Infantry (Shropshire Regiment) devient le King’s Shropshire Light Infantry et le King’s Own Light Infantry (South Yorkshire Regiment) le King’s Yorkshire Light Infantry.
Tous les régiments de la Light Infantry Brigade fusionnent durant les années 1960, aboutissant à la création le 10 juillet 1968 d’un super régiment : le Light Infantry. À sa naissance, il comporte 4 bataillons :
- Le 1er Bataillon, anciennement 1st Battalion, The Somerset and Cornwall Light Infantry ;
- Le 2e Bataillon, anciennement 1st Battalion, The King’s Own Yorkshire Light Infantry ;
- Le 3e Bataillon, anciennement 1st Battalion, The King’s Own Shropshire Light Infangtry ;
- Le 4e anciennement 1st Battalion, The Durham Light Infantry.

Ce régiment est transféré en 1968 à la Light Division, nouvelle formation administrative regroupant les régiments Royal Green Jackets et la Light Infantry. Par la suite, le 1er et 4e Bataillon sont dissous respectivement en 1993 et en 1969.
Fin 2005, il ne reste que 2 bataillons, numérotés 1er et 2e Light Infantry.
En 2008, The Light Infantry est regroupé avec les Royal Green Jackets, le Devon and Dorset Light Infantry et le Royal Gloucestershire, Berkshire and Wiltshire Light Infantry en une seule entité. Les bataillons de la Light Infantry sont à cette époque renommés ainsi : le 1er Bataillon devient le 5e Bataillon, The Rifles ; quant au second, il devient le 3e Bataillon, The Rifles.